# AS-90
El AS-90 (en inglés: Artillery System for the 1990's, Sistema de Artillería de los 90) es un obús autopropulsado de blindaje ligero en uso actualmente por el Ejército del Reino Unido. Sus primeras entregas se efectuaron el año 1993, y su designación oficial es Gun Equipment 155 mm L131.
El AS-90 es usado por al menos cinco regimientos de la Royal Horse Artillery y de la Royal Artillery: 1.er RHA, 3.er RHA, 4.º Regimiento de la RA, 19eno Regimiento de la RA y el 26.º Regimiento de la RA, reemplazando los sistemas de calibre 105 mm; como el FV433 Abbot SPG, al Howitzer M109 155 mm SPG, y al cañón estacionario FH-70 cal. 155 mm.
Los sistemas AS-90 fueron diseñados y construidos por la División de Armamentos de Vickers Shipbuilding and Engineering (VSEL, hoy día propiedad de BAE Systems desde 1999), siendo entregados hasta la fecha 179 vehículos desde 1992 hasta 1995, cada uno con un precio de £1.6752 millones, para £300 millones en total.

## Historia y desarrollo
En el año 1963 ciertas naciones del pacto OTAN, incluido el Reino Unido; acordaron la unificación de sus medidas y municiones balísticas mediante un Memorando de Entendimiento para la adopción de piezas de artillería del calibre estándar 155 mm, y que tuvieran un largo de 39 calibres, usándose como estándar el proyectil asistido por cohete M549A, de uso en los Estados Unidos.
El AS-90 empezó a mediados de los años 80, como una iniciativa privada británica, y después del fracaso del proyecto trinacional del SP70. Ocurrido este incidente, el Ministerio de Defensa del Reino Unido (MoD) instó a la industria local al plantearle una serie de condiciones para el desarrollo de un sistema autopropulsado de artillería del calibre 155 mm; un sistema de artillería que era el estándar dentro del pacto OTAN, y que no tuviese inconvenientes en su operación en conjunto con los ejércitos de dicho pacto. Cuatro propuestas se remitieron para su estudio por parte del susodicho, y el AS-90 era la única oferta que no se rezagaba frente a las exigentes requisitos del estamento militar. El M. de D. incluso llamó a presentarse a los pliegos de requerimientos y tuvo a bien considerar a los sistemas estadounidenses "Paladin", y una versión muy actualizada del M109.
En el año 2002, la firma BAE Systems ganó un contrato en donde se actualizarían al menos 96  AS-90; reemplazándole sus cañones, de 39 calibres de longitud a los de 39 a 52 calibres, para permitirle la aceptación de munición inasistida, que incrementaría su alcance efectivo hasta los 30 km y la aceptación en su uso por parte de este sistema de munición ERA de largo alcance; que incrementaría su alcance efectivo de entre 60 hasta los 80 km. Aun así y bajo estas exigentes condiciones, dada la inhabilidad de la firma contratista; que por medio de la carga seleccionada (que era del tipo bi-modular) de una firma subcontratista de la Denel LLC. (Somchem) de Sudáfrica y al no cumplir los requisitos para una carga insensitiva se canceló el proyecto.
El M. de D. realizó una serie de estudios entre los años 2006-09 para "renovar" los armamentos principales a bordo de los buques de la Royal Navy, como el cañón naval 4.5 inch Mark 8 naval gun, y que permitiesen el aceptar el obús de 155 mm y su sistema de recarga proveniente del AS-90. Esto le permitió introducir una especie de arma común en calibre para ahorrar en costes logísticos al Ejército del Reino Unido y a la Armada real Británica, colaborarse en caso de conflicto en el suministro y logística de sus municiones, y al darle una nueva capacidad de interoperatividad Ejército-Armada, al extender el alcance operativo y la precisión en la guía de sus proyectíles.
Durante el periodo 2008-09, al AS-90 se le mejoraron sus capacidades en cuanto a movilidad y otros mediante un programa especial. Este más que todo involucró el reemplazo de algunos sistemas de gestión y computación electrónica del blindado, ya desfasados.

## Características
El obús AS-90 de conformidad a éste acuerdo usa un cañón de 39 calibres de longitud que dispara el proyectil L15; el cual tiene un alcance máximo de 24.7 km. Empero, ya que había constantes avances en los diseños de munición de artillería y a la disposición de uso de cierres de cañón semi-deslizantes con obturadores del tipo Crossley, frente a los de tipo convencional; que le permiten al operador solamente disponer de cargas seccionadas (que no usan vaina de metal como en otros tipos de cartuchos). El sistema de este tipo le permite al cañón el disponer de hasta 18 proyectiles de uso primario.
Está equipado con una unidad de potencia auxiliar para eliminar la necesidad de hacer funcionar el motor principal todo el tiempo, reducir su firma térmica; y para mantener las baterías cargadas mientras se encuentra en modo de actividad estacionaria; unos sistemas de accionamiento eléctrico y de elevación automatizada; mediante servomotores, que funcionan para accionar los sistemas de traverso, el alimentador de municiones, el brazo de transferencia de cargas, así como la alimentación suplementaria para el conjunto de sistemas electrónicos y de radiocomunicaciones.
El vehículo está equipado con un sistema de navegación autónomo y otro de puntería para el cañón, que está instalado en una unidad de referencia dinámica (DRU); y va montado sobre el saliente del afuste de carga del mismo. Todas las funciones principales del sistema son controladas por una computadora central de control ubicada en la torreta (TCC); y que cuenta con unidades de control y visualización para el Número 1 (Comandante del destacamento), el Número 2(cargador) y el Número 3 (apuntador). La combinación de los sistemas DRU, TCC y controles de puntería motorizados permite automatizar el apuntado del obús. Cada obús está equipado con un dispositivo de radar para medir la velocidad de boca. Mediante el modo de reversión y de desviación de los sistemas; se puede accionar y abrir fuego a un blanco, a través de las imágenes de los equipos de visión instalados dentro del vehículo.
El obús se puede accionar desde el interior del vehículo totalmente cerrado, su caña pudiendo fijarse o soltarse desde adentro. La preparación para entrar en acción le toma menos de 1 minuto a la tripulación, dándole un tiempo de reacción al sistema bastante elevado.

### Características generales

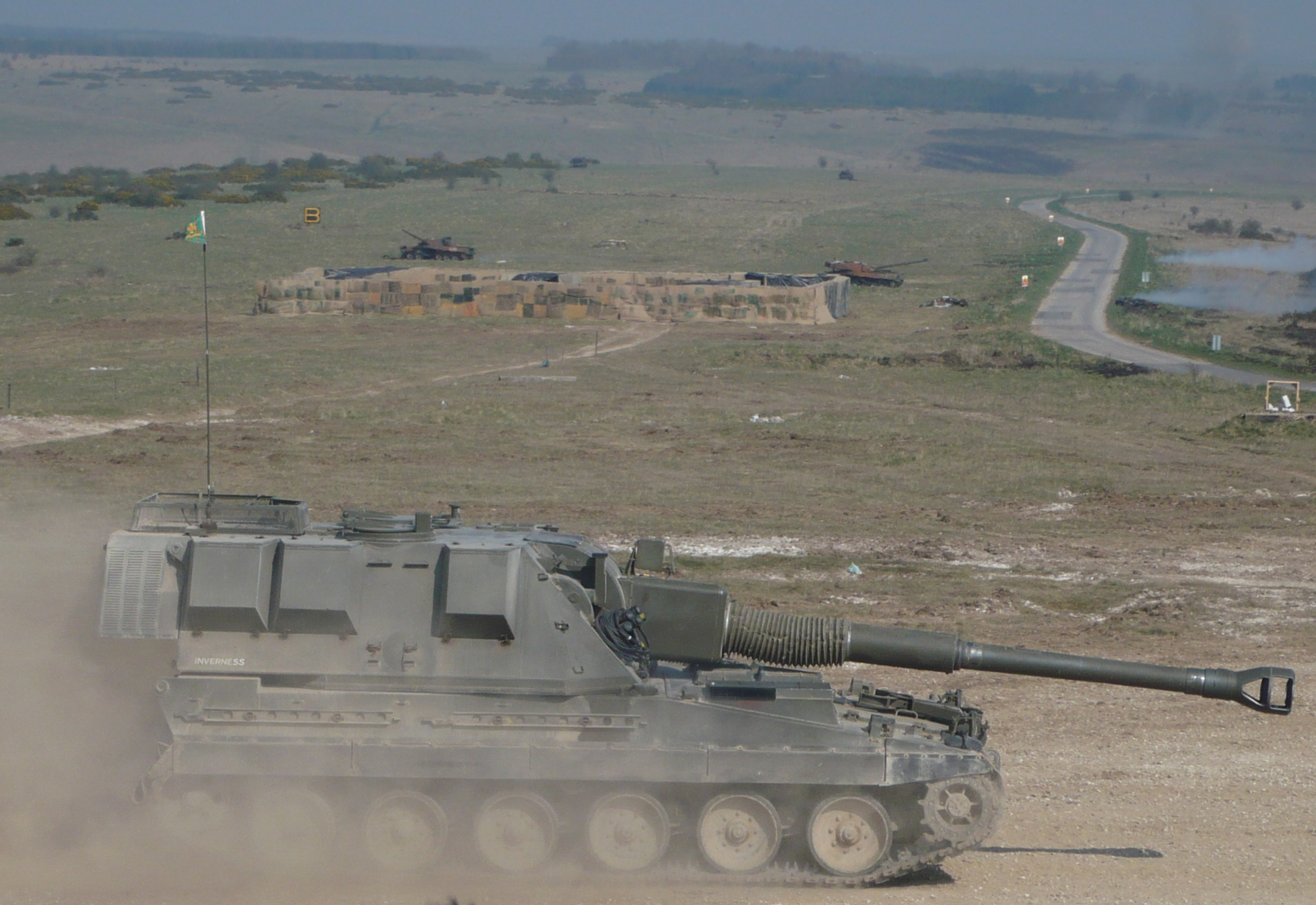
Un AS-90 en maniobras en las planicies de Salisbury.

- Tripulación: 5, a bordo del vehículo en movimiento (conductor más 4 hombres del destacamento del cañón), el destacamento completo para el cañón es de 10 soldados; incluido el conductor, y 4 hombres de la asignación del blindado en la torreta.
- Longitud: 9,07 m
- Ancho: 3,3 m
- Altura: 3,0 m
- Blindaje: 17 mm (máximo, acero)
- Peso (en combate): 45 toneladas.
- Calibre del arma principal: 155 mm
- Alcance máximo: 24,9 km (cañón de 39 calibres de longitud), 30 km (cañón de 52 calibres de longitud) usando proyectiles estándar.
- Cadencia de fuego: 3 disparos en 10 segundos (ráfaga), 6 disparos por minuto por 3 minutos (en modo de fuego intensivo), 2 disparos por minuto por 60 minutos (en modo de fuego sostenido).
- Armamento secundario: Una L7 GPMG de 7,62 mm.
- Capacidad de munición: 48 proyectiles con sus respectivas cargas propulsoras (31 listas en la torreta y 17 en el casco), 1000 balas para la ametralladora + 1500 de los sirvientes del cañón.
- Motor principal: Cummins VTA903T con 660 hp; cilindros inclinados a 90 grados, 8 cilindros en V; motor de 4 tiempos, refrigerado por líquido, turbodiésel.
- Velocidad máxima: 55 km/h (En carretera).
- Rango operativo: 360 km (231 mi - en carretera).
- Rebase de obstáculos: 0,41 m
  - En pendiente; Gradiente máximo de paso 60°.
  - En Obstáculos verticales: 0,75 m.
  - Cruce de trincheras: 27,97 metros (110 pulgadas).
  - Vadeo (en profundidad): 1,5 m (máximo sin preparación).

## Variantes

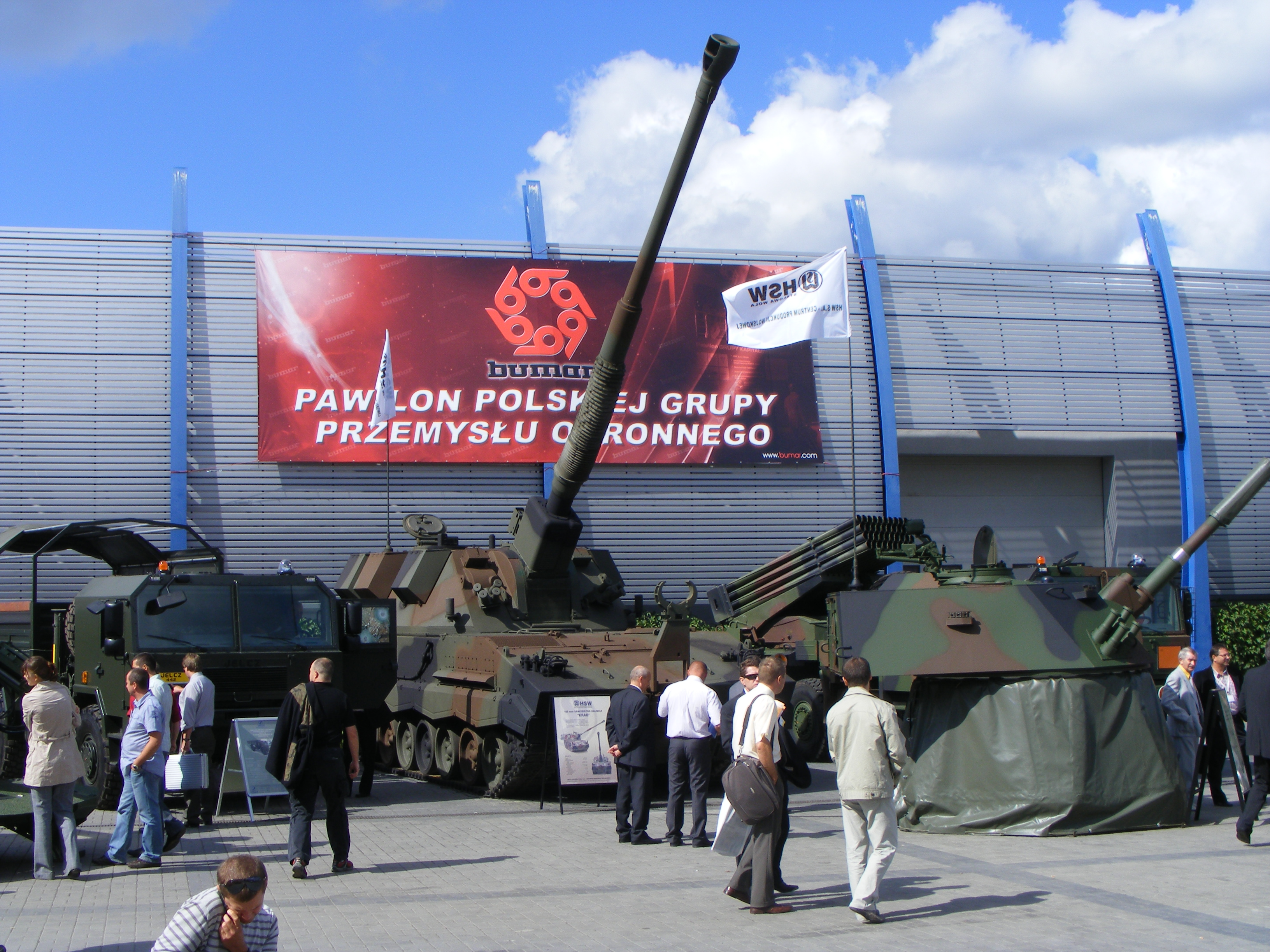
Haubicoarmata "Krab", variante de producción polaca del AS-90.

- AS-90D - Variante modificada para su uso en el desierto. Se han añadido sistemas de protección térmica para la tripulación, y dispositivos extra para la refrigeración del motor, y la maquinaria del blindado. Las orugas se han adaptado para reducir el desgaste causado por su desplazamiento en los desiertos en los que es desplegado.

- AS-90 "Braveheart" - Básicamente es el mismo AS-90, pero que incorpora un cañón de 52 calibres de longitud. Este proyecto se terminó dado que no cumplía con todos los requisitos propuestos en el programa de mejoras.

- Haubicoarmata "Krab" - (en polaco: AHS Krab Cañón Howitzer Cangrejo) Una versión bajo licencia de la torreta "AS-90 Braveheart"  en el chasis de un UPG, con los modernos sistemas de control de tiro "Azalia BMS". Diseñado y ensamblado en Polonia, por la sociedad Huta Stalowa Wola SA y la firma de componentes electrónicos WB Electronics. Para el año 2007, dos prototipos del Krab ("en polaco: Krab, Cangrejo") se habían construido, de manera exitosa; y pasaron todas las pruebas de desempeño y resistencia a las que se vieron sometidos, así mismo se aceptaron de forma oficial en el servicio activo. Se han ordenado en principio 48, de 80 howitzers proyectados en el programa de construcción para las Fuerzas Armadas de Polonia; y ya se han comenzado sus entregas desde el año 2008. Dado que usa el chasis modificado de una de las muchas variantes de un T-72, el Ejército de la India se ha mostrado interesado en dicho diseño.

### Vehículos similares
- PZH-2000
- TAM VCA
- Joya SAA-1
- Obús autopropulsado M108
 Obús autopropulsado M109
 Obús autopropulsado M110
  Obús autopropulsado NLOS
- AMX MK F3
- Sholef.
- K-9 Thunder
- Tipo 75
  Tipo 99
- AHS Krab
- 2S19 Msta
- T-155 Fırtına
- SSPH Primus
- G6 Rhino